# 26969 Biver
26969 Biver (1997 SE) là một tiểu hành tinh vành đai chính được phát hiện ngày 20 tháng 9 năm 1997 bởi M. Tichy và J. Ticha ở Klet.